# 光琳乾山関係文書集成
『光琳・乾山関係文書集成』（こうりん・けんざんかんけいもんじょしゅうせい）は、尾形光琳・乾山兄弟の自筆資料を収集し、まとめた書籍。住友慎一編、芙蓉書房出版刊。上・下巻ともに1996年12月初版。A4判・ハードカバーで上巻は293頁、下巻は271頁、それぞれ巻頭のカラー数ページを除いてオール・モノクロ。内容の大半は乾山の資料。第二集として、『尾形乾山手控集成　下野佐野滞留期記録』(全一巻・430頁)が1998年に刊行された。第一集と併せると乾山の自筆資料のほとんどが揃う。

## 編者の意図
- 序文の一部

「著名な江戸時代の芸術家たちといっても、その人となりが詳しくわかっている人は少ない。資料が残っていなければ当然のことだが、乾山は陶芸家であると同時に、一種の「記録魔」といえるほど多くの資料を残している。「手控(てびかえ)」(今でいう手帳)にさまざまなことを書き残している。光琳にはこうした資料はほとんどなく、光琳を知るうえでも乾山の資料は貴重なものである。本書は、私が三十余年をかけて収集した光琳、乾山の自筆資料を集大成したもので、その大半が初めて発表するものである。兄光琳を画家として、また人間としても尊敬し、兄に近づこうと努力していた乾山の人間性、そして膨大な資料のなかに頻繁に出てくる光琳に関する記述から光琳の人柄を知ることができる。文人としての乾山、さらには光琳、乾山の芸術とその人生観を読み取っていただきたい」

## 乾山資料の抜粋
例えば乾山は光琳が享保に改元された年に亡くなったときのことを、以下のように事細かく記録している(上巻269〜270頁『道中抜書始末の記』)。
「不肖老輩京師(けいし)にありて陶技に営ミを送り申せし頃の数々の記録の内　亡家兄と共に心魂に徹し申しての日々は　鳴瀧築窯に継ぎ　正徳末年御愛顧を給わりし左大臣二条様御苑内の築窯にて　この度辿庵主台須藤杜川(すどう・とせん)大人の御所望に応し　後記二条御屋形御苑内の手控えより抜書き致せしが　聊か暗愚に終焉せし昔語りなれば　恥評萬座のおもひに筆写し致せしもの御承給度
(中略)
此度仁寿窯(にんじゅがま)を廃せし事は　愚案未だ成り立ち申さぬ四年目内の悲報にて　改元享保は生涯を通し申してうらめしき歳と存居申　そもそも二条御屋形御宰領たる左大臣高位の二条綱平様に伺候の栄を賜はりしは　鳴瀧築窯前元禄初年にして家兄共々あさましき次第なれど　仁和寺宮様の御仲立ちにて二条御屋形に伺候致し当初の拝謁より御寵愛を賜はり申して　以来御成長までに心ゆくまで画育の師として御つかえ申上げたれば　不肖も御相手として使途の役示後十数年を続け参りし事なれば　鳴瀧開窯の砌りとても格別の御引立を戴き申せし次第は　生涯忘却の念を常々心底深々と収めおりしものにて　仁寿窯御開苑の儀を仰付かり申せし折は家兄諸共に雀踊の喜びにひたり申し　専心御下賜の御本尊のもと開窯の運びに漕付け申次第也
さり乍ら正徳末年より御苑内築窯の立案を御屋形様より拝し　その用備と致しては御苑内所定の窯場地　樹林の伐採より始まり窯造りの土揚げまでに半歳を費やし申せし也　不肖天然山裾とは異り申せし御城中の仕草なれば　いづれも完成に到りしは二歳半の年月を要しほとほと疲れ申せしも　御苑内御窯守護仏たる唐渡り仁寿の年記銘せし観世音御祭祀の御仏舎堂は　大和奈良より堂舎の杉材を御取寄相成り御本尊唐銅(からかね)立体小仏の御堂と致しては甚だ無礼雑宮ながら　荘厳あまねき渡り嘆声相洩るるかに存申候
然して享保改元丙申を期し申して　数多の□□したき堂上方御参堂の上　如月開苑火入れを仕り　下絵は総じて家兄光琳是を受申し　鳴瀧の再峰正に此こに在りと存じ申候　不肖深省も十数人の工人共々目出度開扇の儀と相成り申候
噫然るに然るに工人の修練未だ備わり不申　極めて失作数多き為め　再三再四改工行ひ申して　先(まづ)は本焼十分またやわら楽物事は病中なれど縁者楽本家五代主宗入の訓えを一同謹受いたし　正に皐月　火入は無欠の出来栄えに存じ申し思いに　前祝ひの祝盞　工人諸人と共に致せし喜び居り申せしに　如何なる天命の憚りある事ならむか　家兄光琳儀不快を月半より続け申し　果ては月初めに突如として冥府の旅入りを致し申候
この一事こそは御屋形様の御純心を地底に叩き申せし如き御悲嘆を作り　山里一族とても只只右往左往の究極と相成り申　不肖一族終りたりの感漲り申して　呆然自失の暗夜　日々打ち続きたる小夏とは相成り申し　連日の雨勢は全くの涙雨ならむやの慨悉くに及び申入候　さるにしてもそのひづみ未だ打ち克ち不申内の重陽(ちょうよう)さかりの茶に是亦反き申して　縁者宗入事家兄の跡を志たひ申してか　幽明の境を異に致すの痛靱を相受け申仕儀　滅びゆく家筋の悲しき道は如何よりともさけられ申まじく　遂にして尾形一族を護る者は不肖未熟の老輩のみと相成り申すに到りたり　噫無慈悲無情極まる天杖の仕打哉　ここに到り申して老輩壮年の情は殊の外変はり申して　孤愁を守り独歩を望み申す世過ぎ人とは相成りぬ
會而(かいじ)より御寵愛給はりし二条御屋形様始め　御家中いつれも□に到るまで　恰もこの機逃かすましき哉とても申上度く相成りし程の急背淡々の御仕打ちと相成り　末は今日までの築地建立改苑等々の多額の御冗費となりし事などは　一言も御触れなき御託宣を　光琳内室まで家臣を使ひと致され申して　今後一切廃窯一族出入いづれも禁止を条として相受けるようとの御建命を蒙りたり　是亦何れの仕儀なるや　一夜にして表裏反転の御達命は判じ難く　家中一同あれよあれよの有様なれば神仏を御うらみ申迄に到りたり
されど御宰領様の御内意は開窯こそ家兄光琳あらばこその御存念にて　不肖などは一介の窯焚き人と御思召され居りしと覚意申　家兄無之後の尾形一門こそ不用の鈍器なりしや　さらば改めて家兄光琳の尊大無比なる生甲斐とかにおもひをはせ申可　俗言に人の心のあてしらず　全く前途は暗きものよと教えられ申候
かくして享保悪歳も、、、（後略）」